# DarkBASIC
DarkBASIC is een programmeertaal, afgeleid van talen zoals Visual Basic, maar met geïmplementeerde DirectX functies zoals het inladen van een 3D-Model of het creëren van simpele objecten zoals kubussen en bollen en deze scripts laten uitvoeren. Ook zijn er aparte functies voor het simuleren van een wereld met natuurkundige verschijnselen zoals zwaartekracht.
Als een programma wordt gecompileerd wordt het DarkBASIC-PRO formaat omgezet naar assembly.
DarkBASIC is speciaal geschreven voor het ontwikkelen van games.